# Karlstad (Minnesota)
Karlstad ist eine Kleinstadt (mit dem Status „City“) im Kittson County im US-amerikanischen Bundesstaat Minnesota. Das U.S. Census Bureau hat bei der Volkszählung 2020 eine Einwohnerzahl von 710 ermittelt.

## Geografie
Karlstad liegt im Nordwesten Minnesotas unweit der Grenze zu Kanada im Norden und zu North Dakota im Westen. Der Ort liegt auf 48°34′39″ nördlicher Breite, 96°31′14″ westlicher Länge und erstreckt sich über 3,96 km².
Benachbarte Orte von Karlstad sind Halma (12,2 km nordwestlich), Greenbush (30,5 km nordöstlich) und Strandquist (11,6 km südöstlich).
Die nächstgelegenen größeren Städte sind Fargo in North Dakota (246 km südlich), Winnipeg in der kanadischen Provinz Manitoba (169 km nördlich), Duluth am Oberen See (451 km südöstlich) und Minneapolis (532 km südsüdöstlich).
Die Grenze zu Kanada befindet sich 54,7 km nordnordöstlich.

## Verkehr
In Nord-Süd-Richtung führt der U.S. Highway 59 als Hauptstraße durch Hallock. Im Stadtzentrum kreuzt die Minnesota State Route 11. Alle weiteren Straßen sind untergeordnete und teils unbefestigte Fahrwege sowie innerörtliche Verbindungsstraßen.
Parallel zum US 59 verläuft eine Eisenbahnstrecke der zur Canadian Pacific Railway gehörenden SOO Line Railroad.
Mit dem Karlstad Municipal Airport befindet sich am westlichen Stadtrand ein kleiner Regionalflugplatz. Die nächsten Großflughäfen sind der Winnipeg James Armstrong Richardson International Airport (177 km nordnordwestlich), der Hector International Airport in Fargo (231 km südlich) und der Minneapolis-Saint Paul International Airport (555 km südöstlich).

## Geschichte
Im Jahr 1883 kam der Schwede Carl August Carlson in die Gegend und gründete eine Farm. 1904 baute die SOO Line Railroad eine Eisenbahnstrecke, die über Carlsons Land führte. Die Eisenbahngesellschaft kaufte gleichzeitig ein Stück Land von Carlson, um eine Eisenbahnsiedlung anzulegen. Um der Siedlung einen Namen zu geben, entschied man sich unter einer Reihe anderer Vorschläge für den Namen Karlstad, wofür sowohl der Farmer Carlson als auch die schwedische Stadt Karlstad Pate standen.

## Demografische Daten
Nach der Volkszählung im Jahr 2010 lebten in Karlstad 760 Menschen in 331 Haushalten. Die Bevölkerungsdichte betrug 191,9 Einwohner pro Quadratkilometer. In den 331 Haushalten lebten statistisch je 2,16 Personen.
Ethnisch betrachtet setzte sich die Bevölkerung zusammen aus 99,1 Prozent Weißen, 0,3 Prozent Afroamerikanern, 0,1 Prozent (eine Person) amerikanischen Ureinwohnern sowie 0,3 Prozent Asiaten; 0,3 Prozent stammten von zwei oder mehr Ethnien ab. Unabhängig von der ethnischen Zugehörigkeit waren 0,4 Prozent der Bevölkerung spanischer oder lateinamerikanischer Abstammung.
22,5 Prozent der Bevölkerung waren unter 18 Jahre alt, 49,9 Prozent waren zwischen 18 und 64 und 27,6 Prozent waren 65 Jahre oder älter. 54,6 Prozent der Bevölkerung war weiblich.

Das mittlere jährliche Einkommen eines Haushalts lag bei 40.882 USD. Das Pro-Kopf-Einkommen betrug 20.501 USD. 13,5 Prozent der Einwohner lebten unterhalb der Armutsgrenze.